# Auke Pieter Colijn
Auke Pieter Colijn (11 april 1971) is een Nederlands natuurkundige werkzaam als hoogleraar experimentele technieken in astrofysica aan de Universiteit van Amsterdam en bijzonder hoogleraar experimentele astro-deeltjesfysica aan de Universiteit Utrecht. Hij houdt zich vooral bezig met onderzoek naar donkere materie.

## Biografie
Colijn studeerde natuurkunde aan de Universiteit van Amsterdam en promoveerde in juni 1999 met het proefschrift Measurement of the Tau Lepton Lifetime aldaar. Zijn promotors waren Prof. F.C. Erne, Prof. F.L. Linde en Prof. E.N. Koffeman.. Hij bleef ook na zijn promotie werkzaam als onderzoeker aan deze universiteit. Op 1 november 2016 werd hij tevens aangesteld als bijzonder hoogleraar experimentele astro-deeltjesfysica op de leerstoel van de Stichting Hoge-Energiefysica bij het Instituut voor subatomaire fysica van de Universiteit Utrecht. Zijn oratie had als titel Het onzichtbare universum en werd uitgesproken op 8 november 2017. Hij combineert zijn werkzaamheden aan beide universiteiten.
In 2020 kreeg Colijn van het Nederlandse Organisatie voor Wetenschappelijk Onderzoek 1,1 miljoen euro om onderzoek te doen naar het ontstaan van het heelal door het aantonen van het bestaan van zogenaamde relikwieneutrino's.
Colijn publiceerde vanaf 2000 veel wetenschappelijke artikelen.
Colijn is lid van de redactieraad van het Nederlands Tijdschrift voor Natuurkunde.

## Boek
- Measurement of the Tau Lepton Lifetime - proefschrift NIKHEF Universiteit van Amsterdam, 1999, ISBN 9090127828, 117 pagina's